# تود ميتشل
تود ميتشل (بالإنجليزية: Todd Mitchell)‏ مواليد 26 يوليو 1966 في توليدو، هو لاعب كرة سلة أمريكي سابق بدأ مسيرته الاحترافية في سنة 1988. تم اختياره من قبل فريق دنفر ناغتس خلال الدرافت. يبلغ طوله 6 قدم 7 بوصة (2.0 م). اعتزل اللعب في 1999.

## المسيرة الاحترافية
لعب مع ميامي هيت في موسم 1988–1989، ثم لعب مع سان أنطونيو سبرز في سنة 1989، ثم لعب مع نادي أولمبياكوس لكرة السلة في موسم 1989–1990، ثم لعب مع شوليه باسكت في الدوري الفرنسي في موسم 1990–1991.

## روابط خارجية
- تود ميتشل على موقع إن بي أي (الإنجليزية)
- تود ميتشل على موقع سبورتس رفرنس (الإنجليزية)
- تود ميتشل على موقع الدوري الإسباني لكرة السلة (الإسبانية)
- تود ميتشل على موقع كرة السلة الأوروبية.كوم (الإنجليزية)
- تود ميتشل على موقع كلية كرة السلة في سبورتس رفرنس.كوم (الإنجليزية)
- تود ميتشل على موقع ريلجم (الإنجليزية)
- تود ميتشل على موقع بروبوليرز (الإنجليزية)
- تود ميتشل على موقع سبورتس رفرنس (الإنجليزية)